# Piper pernigricans
Piper pernigricans är en pepparväxtart som beskrevs av William Trelease. Piper pernigricans ingår i släktet Piper och familjen pepparväxter. Inga underarter finns listade i Catalogue of Life.